# Нэтчбулл, Майкл, 5-й барон Брэбурн
Майкл Нэтчбулл (англ. Michael Knatchbull; 8 мая 1895, Лондон, Великобритания — 23 февраля 1939, Калькутта, Британская империя) — британский аристократ, 5-й барон Брэбурн с 1933 года, единственный сын Сесила Нэтчбулл-Хьюджессена, 4-го барона Брэбурна, и Хелены фон Бруннинген. Участвовал в Первой мировой войне в чине лейтенанта артиллерии, позже — капитана военно-воздушных сил, трижды упоминался в депешах. Был награждён Военным крестом. В 1915 году, после гибели двоюродного брата Уиндема Нэтчбулл-Хьюджессена, стал наследником баронского титула. В 1919 году добился сокращения фамилии до её изначальной формы — Нэтчбулл. При жизни отца заседал в Палате общин (1931—1933), в 1933 году занял место в Палате лордов. Позже занимал должности губернатора Бомбея (1933—1937) и Бенгалии (1937—1939).
Майкл Нэтчбулл был женат на Дорин Браун, дочери Джорджа Брауна, 6-го маркиза Слиго, и Агаты Ходжсон. В этом браке родились двое сыновей:
- Нортон (1922—1943), 6-й барон Брэбурн[4];
- Джон (1924—2005), 7-й барон Брэбурн, муж Патрисии Маунтбеттен, 2-й графини Маунтбеттен Бирманской[5].